# A' vita senz' e te (Me fà paura)
A' vita senz' e te (Me fà paura) è un singolo del rapper italiano Rocco Hunt pubblicato il 4 novembre 2022.

## Descrizione
Il brano, scritto dallo stesso Rocco Hunt assieme a Valerio Nazo, che ne cura la produzione, vede un ritorno del rapper alla lingua napoletana dopo Stu core t'apparten del 2020.

## Accoglienza
Fabio Fiume di All Music Italia ha assegnato un punteggio di 8 su 10 al singolo, definendolo «completo» e che propone una «scelta più raffinata» rispetto ai brani estivi del rapper. Nell'analizzare il testo, Fiume spiega che racconta un «amore interrotto che è però l'amore della vita; [...] una visione che mischia malinconia con la forza di chi non proclama resa, di chi spera che quest’amore speciale sopravviva all'ultima ammissione di colpa», con il comparto musicale dotato di «una bella melodia e cambi [di] tempo che rendono il brano piacevole all'ascolto». Anche Giulia Ciavarelli di TV Sorrisi e Canzoni si è soffermata sul significato del brano, descritto «dal carattere intimo e personale», in cui racconta di «un amore profondo e radicato».
Meno entusiasta Gabriele Fazio di Agenzia Giornalistica Italia che trova il singolo «deboluccio» e una «cafonal poetry», in cui l'utilizzo del napoletano non risalta le intenzioni musicali del rapper.

## Video musicale
Il video, diretto da Eleonora D'angelo, è stato reso disponibile il 1º dicembre 2022 attraverso il canale YouTube del rapper.

## Tracce
Testi e musiche di Rocco Pagliarulo e Valerio Passeri.
1. A' vita senz' e te (Me fà paura) – 2:22

## Classifiche
| Classifica (2022) | Posizione massima |
| ----------------- | ----------------- |
| Italia            | 67                |